# Lake Poukawa
Lake Poukawa ist ein kleiner, flacher See in der Region Hawke’s Bay auf der neuseeländischen Nordinsel.

## Geographie
Der See befindet sich 20 Kilometer südwestlich von Hastings und 150 Kilometer südöstlich der Taupo Volcanic Zone, einem Gebiet mit starken vulkanischen Aktivitäten. Es ist der größte See innerhalb eines Moores in der Poukawa-Senke. Die maximale Tiefe des Sees beträgt weniger als einen Meter und sein Durchmesser umfasst ungefähr 1,5 Kilometer. Der See hatte noch zu Beginn des 20. Jahrhunderts eine Wassertiefe von etwa 2,5 Meter. Der Wasserstand senkte sich jedoch künstlich ab, nachdem sich 1931 ein schweres Erdbeben in dieser Region ereignete.

## Fossillagerstätte
Lake Poukawa gehört zu den bekanntesten Fossillagerstätten auf Neuseeland. 1956 begann der Paläontologe Russel Price mit Ausgrabungen in den See-Ablagerungen. Lake Poukana wies besonders im Pleistozän und im Holozän eine artenreiche Wasservogelfauna auf. Seit 1956 hat man hier mehr als 13.400 Knochen von Entenvögeln ausgegraben. Zu den mittlerweile ausgestorbenen Taxa, die man am Lake Poukawa gefunden hat, gehören die Neuseeländische Lappenente (Biziura delautouri), Oxyura vantetsi, der Aucklandsäger (Mergus australis), die Finschs Ente (Chenonetta finschi), die Moa-Art Pachyornis geranoides, die Schwarzrücken-Zwergdommel (Ixobrychus novaezelandiae), das Neuseeländische Pfuhlhuhn (Gallinula hodgenorum), das Neuseeländische Blässhuhn (Fulica prisca), Malacorhynchus scarletti, die Eyles-Weihe (Circus teauteensis) und die Nordinsel-Riesengans (Cnemiornis gracilis).
Zwölf Kilometer südlich von Lake Poukawa befindet sich der Sumpf von Te Aute, der für seine Moa-Fossilien und -Fußabdrücke bekannt ist.